# Vanguardia Popular (Costa Rica)
El Partido Vanguardia Popular (PVP) es una asociación política costarricense. Lleva el nombre del partido comunista histórico de Costa Rica, cuyo nombre proviene de la refundación dada en el año 1943.

## Historia
El Partido Comunista Costarricense fue fundado el 16 de junio de 1931 originalmente como Bloque de Obreros y Campesinos, luego Partido Comunista Costarricense, cuyo líder principal fue el declarado benemérito de la patria costarricense (héroe nacional) Manuel Mora Valverde, junto a la escritora y dirigente Carmen Lyra, y al dirigente bananero y denotado escritor Carlos Luis Fallas, junto a grandes intelectuales como Carlos Luis Saénz (poeta y narrador) o Joaquín Gutiérrez Mangel (novelista, de preferencia) y contó con la simpatía de otras figuras destacadas como el poeta Isaac Felipe Azofeifa, el escritor Fabián Dobles (militante), el escritor Joaquín García Monge, el poeta Jorge Debravo, militante, y el futuro presidente venezolano, entonces exilado, Rómulo Betancourt, quien también fue militante. 
Era miembro de la Internacional Comunista, pero el propio Mora se mostraba reacio a seguir las directrices soviéticas, y abogaba por el "comunismo criollo" o "comunismo a la tica". 
En 1943, esta organización cambia de nombre para apaciguar a la Iglesia Católica y se convierte en el Partido Vanguardia Popular (VP).
Apenas fundado, VP encabeza la lucha de los desocupados y en 1934 lidera la huelga bananera del Atlántico contra la United Fruit Company.
Protagonizó una inusual alianza con el socialcristiano Partido Republicano Nacional, del presidente Dr. Rafael Ángel Calderón Guardia quien se vinculó con el pensamiento católico social a través de la Universidad de Lovaina en Bélgica, y con el arzobispo Monseñor Víctor Sanabria Martínez, para promulgar las reformas sociales: Código de Trabajo, las Garantías Sociales, la Caja Costarricense del Seguro Social, o la Universidad de Costa Rica por citar algunos ejemplos.
En 1943 este Partido, cambia su nombre formalmente por Vanguardia Popular. Así, comunistas y el calderonistas fueron aliados tanto en la coalición gubernamental como en la eventual guerra civil de 1948, luchando contra la alianza de partidos del Movimiento de Liberación Nacional de José Figueres Ferrer. 
Tras perder los "caldero-comunistas" la guerra en el 48, tanto el calderonismo como el comunismo son proscritos, y sujetos a persecución, y sus líderes exiliados. La inscripción de partidos comunistas se hace ilegal por mandato constitucional hasta 1975 en que se pueden inscribir nuevamente.
A pesar de la ilegalización, los dirigentes históricos de VP militaron en algunos partidos políticos que, sin ser oficialmente marxistas y fundados por personas provenientes del liberacionismo (socialdemócrata), eran tolerados por el sistema, como Acción Democrática Popular de Enrique Obregón y Partido Acción Socialista de Marcial Aguiluz Orellana. Durante los años 1970, la facción maoísta de VP, liderada por Rodolfo Cerdas, se separó y formó el Frente Popular Costarricense, que compitió en las elecciones de 1974 sin candidato presidencial pero obteniendo un diputado. 
Como en todo país, surgirían pugnas internas por pequeñeces ideológicas que dividirían a los comunistas. Así se divide Vanguardia Popular, y aparece el Partido del Pueblo Costarricense donde Manuel Mora Valverde milita. Ya existía el nuevo Partido Socialista Costarricense que recogía la herencia anterior de Vicente Saénz (1935). Después de dar solidaridad activa a las luchas populares centroamericanas y en especial contra la dictadura de Somoza con varias Brigadas, y justo antes de la división como partido participa como PVP en la coalición Pueblo Unido eligiendo 4 diputados de 57 en 1982, junto al joven Partido Socialista Costarricense y al Movimiento Revolucionario del Pueblo. Otros partidos de izquierda posteriores en Costa Rica han sido la Coalición Fuerza Democrática, Rescate Nacional, el Partido Socialista de los Trabajadores, el Partido Revolucionario de los Trabajadores (trotskista); la Coalición Izquierda Unida; el Partido Revolucionario de las Trabajadoras y los Trabajadores (PT), (trotskista); etc. 
De nuevo en la legalidad, en 1978 se forma la coalición Pueblo Unido, integrada por VP, y los partidos Socialista Costarricense y Movimiento Revolucionario del Pueblo (ambos ya extintos). Esta alianza se rompe después de surgir, en 1984, una pugna entre un sector dirigido por Humberto Vargas Carbonell, que mantiene una posición más radical, y Manuel Mora Valverde, que es partidario de la reforma social por medios democráticos. Como consecuencia, VP se separa del Pueblo Unido y se une con el Frente Amplio Democrático en la llamada Alianza Popular.
El partido no obtiene diputados desde 1994. En las elecciones del 2006, formó parte de la Coalición Izquierda Unida, Vargas como candidato presidencial, no obtuvo ningún escaño en el Congreso ni otro puesto de elección popular en el país. 
De cara a las presidenciales de 2010, formó parte de la mesa de negociaciones de Patria Unida (un fallido intento de conformar una coalición de fuerzas progresistas), pero después del fracaso de estas no logró reinscribirse ante el Tribunal Supremo de Elecciones, por lo que no pudo presentar candidatura a la jefatura del Estado.
El 29 de abril de 2012, VP realizó una asamblea constitutiva para la inscripción electoral que les permitiera participar como partido a nivel nacional en los comicios de 2014 que finalmente no se dio. En la reunión, María Isabel Fallas fue elegida presidenta del comité ejecutivo provisional. Posteriormente, Trino Barrantes Araya pasaría a asumir dicho puesto. En el XVI Encuentro Internacional de Partidos Comunistas y Obreros, realizado en Guayaquil, Ecuador, del 13 al 15 de noviembre de 2014, el Partido Vanguardia Popular fue representado por Luis Salas Sarkis y Sonia Zamora.

## Elecciones

### Elecciones presidenciales
| Elección | Candidatos | Candidatos                      | Primera vuelta | Primera vuelta | Segunda vuelta | Segunda vuelta | Resultado | Coalición             |
| Elección | Candidatos | Candidatos                      | Votos          | %              | Votos          | %              | Resultado | Coalición             |
| -------- | ---------- | ------------------------------- | -------------- | -------------- | -------------- | -------------- | --------- | --------------------- |
| 1944     |            | Teodoro Picado Michalski        | 52,830         | 75.1%          |                |                | Sí electo | Bloque de la Victoria |
| 1978     |            | Rodrigo Alberto Gutiérrez Sáenz | 22,740         | 2.7 %          |                |                | No electo | Pueblo Unido          |
| 1982     |            | Rodrigo Alberto Gutiérrez Sáenz | 32,186         | 3.3 %          |                |                | No electo | Pueblo Unido          |
| 1986     |            | Rodrigo Alberto Gutiérrez Sáenz |                | 0.8 %          |                |                | No electo | Alianza Popular       |
| 1998     |            | Norma Vargas Duarte             |                | 0.2%           |                |                | No electo | Pueblo Unido          |
| 2002     |            | Jorge Walter Coto Molina        | 3,970          | 0.26 %         |                |                | No electo | Cambio 2000           |
| 2006     |            | Humberto Vargas Carbonell       | 2,291          | 0.14 %         |                |                | No electo | Izquierda Unida       |